# كيمونكس
شركة كيمونكس انترناشونال. هي شركة تطوير دولية خاصة مقرها في واشنطن العاصمة ، وقد تم تأسيسها في عام 1975 من قبل Thurston F. (Tony) Teele كشركة تابعة لشركة صناعات إيرلي. تقدم الشركة المملوكة للموظفين مجموعة متنوعة من الخدمات على مستوى العالم ، ومع أكثر من 1.5 مليار دولار في عقود الوكالة الأمريكية للتنمية الدولية في عام 2019 ، تعد أكبر متلقي ربحي للمساعدات الخارجية للحكومة الأمريكية. اعتبارًا من 2019 لدى الشركة ما يقرب من 5000 موظف في 100 دولة.

## روابط خارجية
- الموقع الرسمي